# Podchorąży (stopień wojskowy)
Podchorąży – stopień wojskowy w Wojsku Polskim w latach 1919–1922, „ustanowiony na czas wojny, jako stopień przejściowy do uzyskania stopnia oficerskiego”.
Zgodnie z rozkazem z 1919 podchorąży był stopniem podoficerskim. Stopień podchorążego był stopniem niższym od sierżanta sztabowego i wyższym od sierżanta. Podchorążym przysługiwały jednak wszystkie towarzyskie prawa oficerskie. 1 listopada 1919 roku Naczelny Wódz Józef Piłsudski zatwierdził oznaki stopnia podchorążego na naramiennikach kurtki i płaszcza. Oznaką stopnia podchorążego był galonik białometalowy oksydowany gładki, szerokości 0,5 cm naszyty przez środek wzdłuż całego naramiennika. 14 lutego 1922 roku Minister Spraw Wojskowych zarządził „likwidację instytucji podchorążych”.